# Pleurodirs
Els pleurodirs (Pleurodira) són un dels subordres de tortugues, l'altre és està constituït pels criptodirs. Si bé en la nomenclatura dels animals moltes vegades el subordre pot no ser considerat important, aquest no és el cas dels subordres de les tortugues. Aquesta divisió representa una divisió evolutiva molt profunda entre dos tipus molt diferents de tortugues. Les diferències físiques entre elles són importants, i les implicacions zoogeogràfiques d'elles són substancials. Pleurodira és coneguda més comunament com tortugues de coll de serp, mentre que Cryptodira són les tortugues de coll ocult. Les tortugues Pleurodira es limiten a l'hemisferi sud, en gran part d'Austràlia, Sud-amèrica i Àfrica. Dins de Pleurodira hi ha dues famílies representades: Chelidae, també conegudes com les tortugues continentals de la Sud-amèrica austral, i Pelomedusidae, de la part afro-sud-americana.